# Dinotrema dreisbachi
Dinotrema dreisbachi är en stekelart som först beskrevs av Fischer 1969.  Dinotrema dreisbachi ingår i släktet Dinotrema och familjen bracksteklar. Inga underarter finns listade i Catalogue of Life.